# Мълчанието на морето
„Мълчанието на морето“ (на френски: Le Silence de la mer) е повест на френския писател Веркор, издаден през 1942 година.
В центъра на сюжета е пасивната съпротива срещу германската окупация на Франция през Втората световна война на възрастен мъж и неговата племенница, отказващи да разговарят с настанения в дома им германски офицер, който от своя страна преосмисля ролята на Германия във войната.
Разказът е издаден нелегално в Париж и придобива популярност като символ на съпротивата срещу окупацията.